# Budajenő, Pesta
Budajenő  este un sat în districtul Budakesz, județul Pesta, Ungaria, având o populație de 1.697 de locuitori (2011). 

## Demografie
Componența etnică a satului Budajenő
     Maghiari (88,51%)
     Germani (6,86%)
     Necunoscut (3,31%)
     Alții (1,32%)
Componența confesională a satului Budajenő
     Romano-catolici (42,49%)
     Fără religie (13,79%)
     Reformați (7,96%)
     Atei (2,83%)
     Luterani (1,36%)
     Necunoscută (29,52%)
     Alte religii (3,54%)
Conform recensământului din 2011, satul Budajenő avea 1.697 de locuitori. Din punct de vedere etnic, majoritatea locuitorilor (88,51%) erau maghiari, cu o minoritate de germani (6,86%). Apartenența etnică nu este cunoscută în cazul a 3,31% din locuitori. Nu există o religie majoritară, locuitorii fiind romano-catolici (42,49%), persoane fără religie (13,79%), reformați (7,96%), atei (2,83%) și luterani (1,36%). Pentru 29,52% din locuitori nu este cunoscută apartenența confesională.